# فیل دریایی
فیل دریایی که به نام دوگانگ (به انگلیسی: Dugong) شناخته می‌شود یک پستاندار دریایی بزرگ است که همراه با سه گونه از گاو دریایی، تنها گونه‌های زنده از راستهٔ گاودریایی‌سانان بودند. فیل دریایی همچنین، پس از انقراض گاو دریایی استلر در قرن ۱۸، تنها گونهٔ زنده از خانوادهٔ دریافیلان بود. فیل دریایی عمر درازی دارد و قدیمی‌ترین نمونه ثبت شده به سن ۷۳ سالگی رسیده‌است. آن‌ها به‌طور طبیعی شکارچی هستند و شکارچیان طبیعی کمی دارند، اگرچه حیواناتی مانند تمساح، نهنگ قاتل و کوسه تهدیدی برای بچه‌های فیل دریایی به‌شمار می‌آیند. همچنین دیده شده‌است که فیل دریایی در اثر نیش لقمه‌ماهی کشته شده‌است.
فیل‌های دریایی در طول تاریخ اهداف آسانی برای شکارچیان بوده‌اند که آن‌ها را برای گوشت، روغن، پوست و استخوان‌هایشان می‌کشتند. صنعت رو به رشد بوم‌گردی با محور بازدید از فیل‌های دریایی در برخی کشورها سود اقتصادی داشته‌است.
تعداد زیادی از عفونت‌ها و بیماری‌های انگلی فیل‌های دریایی را تحت تأثیر قرار می‌دهند. پاتوژن‌های شناسایی شده شامل کرم‌ها، کریپتوزپوریدیوم، انواع مختلف عفونت‌های باکتریایی و سایر انگل‌های ناشناس هستند. تصور می‌شود ۳۰ درصد از مرگ و میر فیل‌های دریایی در کوئینزلند استرالیا از سال ۱۹۹۶ به دلیل بیماری باشد.

## پراکنش
فیل دریایی در امتداد سواحل دریای سرخ، اقیانوس هند و غرب اقیانوس آرام یافت می‌شود. می‌توان آن‌ها را در امتداد سواحل آفریقا از مصر تا موزامبیک و ماداگاسکار یافت. در خلیج فارس، و سواحل آسیا از پاکستان تا سری‌لانکا، و از اوکیناوا ژاپن به سمت جنوب از اندونزی و فیلیپین تا ملانزی و دیواره مرجانی بسیار رایج است. در سال ۲۰۰۲ در سواحل جنوبی خلیج فارس، جمعیت بزرگی از فیل‌های دریایی شامل ۵٬۸۰۰ تا ۷٬۳۰۰ فرد از آن‌ها زندگی می‌کردند که تعداد آن‌ها در حال کاهش است.

## کالبدشناسی

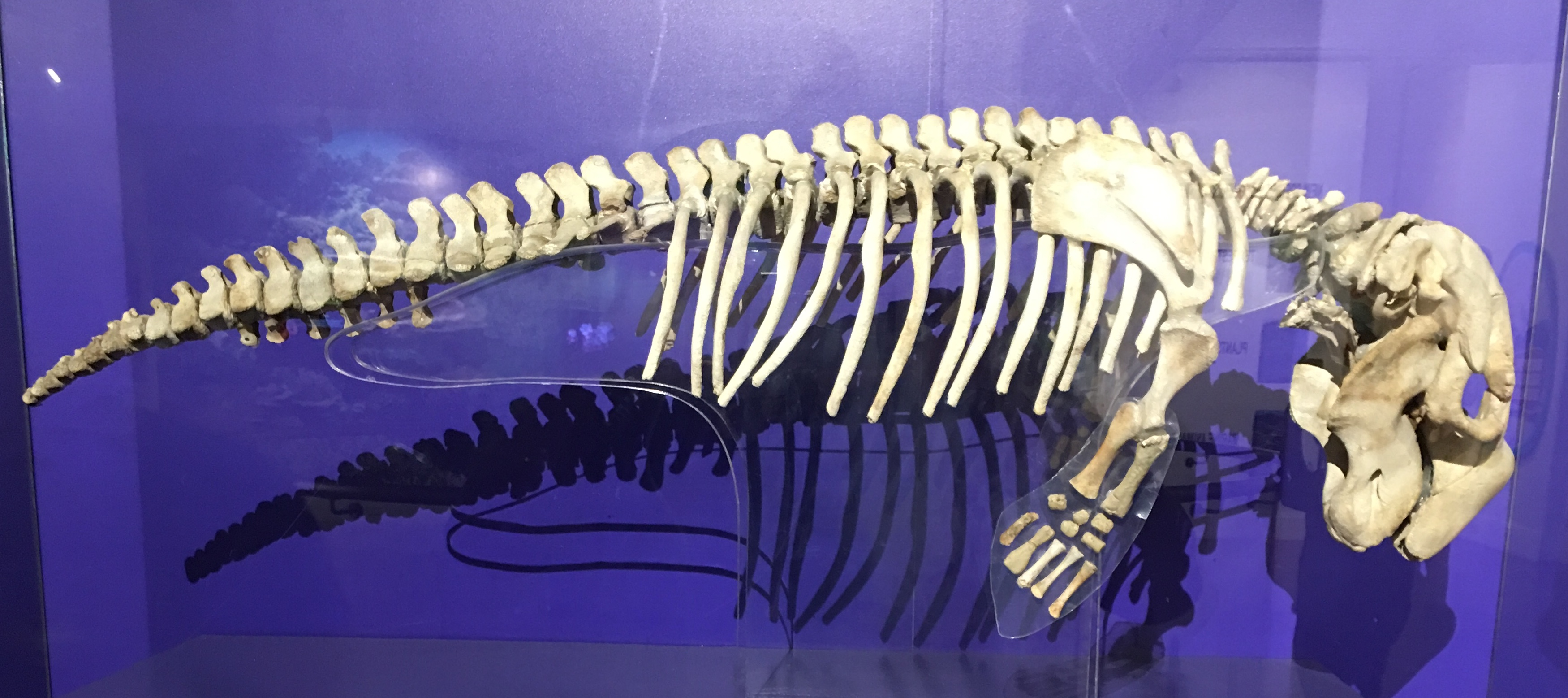
اسکلت کامل یک فیل دریایی در موزه ملی فیلیپین، مه ۲۰۱۹

فیل‌های دریایی به‌طور متوسط ۲٫۵ تا ۴ متر طول دارند. وزن آن‌ها ۲۵۰ تا ۳۰۰ کیلوگرم است. فیل دریایی پوزه‌ای رو به پایین، دمی پهن و چنگال‌دار، شبیه به دلفین، و بدنی اژدر مانند دارد که کناره‌های آن در جلو تخت و صاف شده‌است. نر این جاندار دارای یک جفت عاج کوچک است. پاهای جلویی به باله تبدیل شده‌است. سوراخ‌های بالای بینی آن می‌تواند با استفاده از دریچه‌هایی بسته شود.

## تغذیه
فیل دریایی گیاه‌خوار است. برگ و ریشه گیاهان آبزی را می‌خورد. گاهی بی‌مهرگان را نیز می‌خورد. این حیوان روزها بیدار است اما در مناطق پرآشوب دریایی شب‌ها هم فعال است. برای غذا خوردن تا عمق دوازده متری شیرجه می‌زند اما می‌توانند تا عمق حداکثر ۳۹ متر شیرجه بزنند. فیل دریایی معمولاً حدود یک دقیقه در زیر آب می‌ماند، اما می‌تواند تا هشت دقیقه هم در زیر آب بماند.

## زادآوری

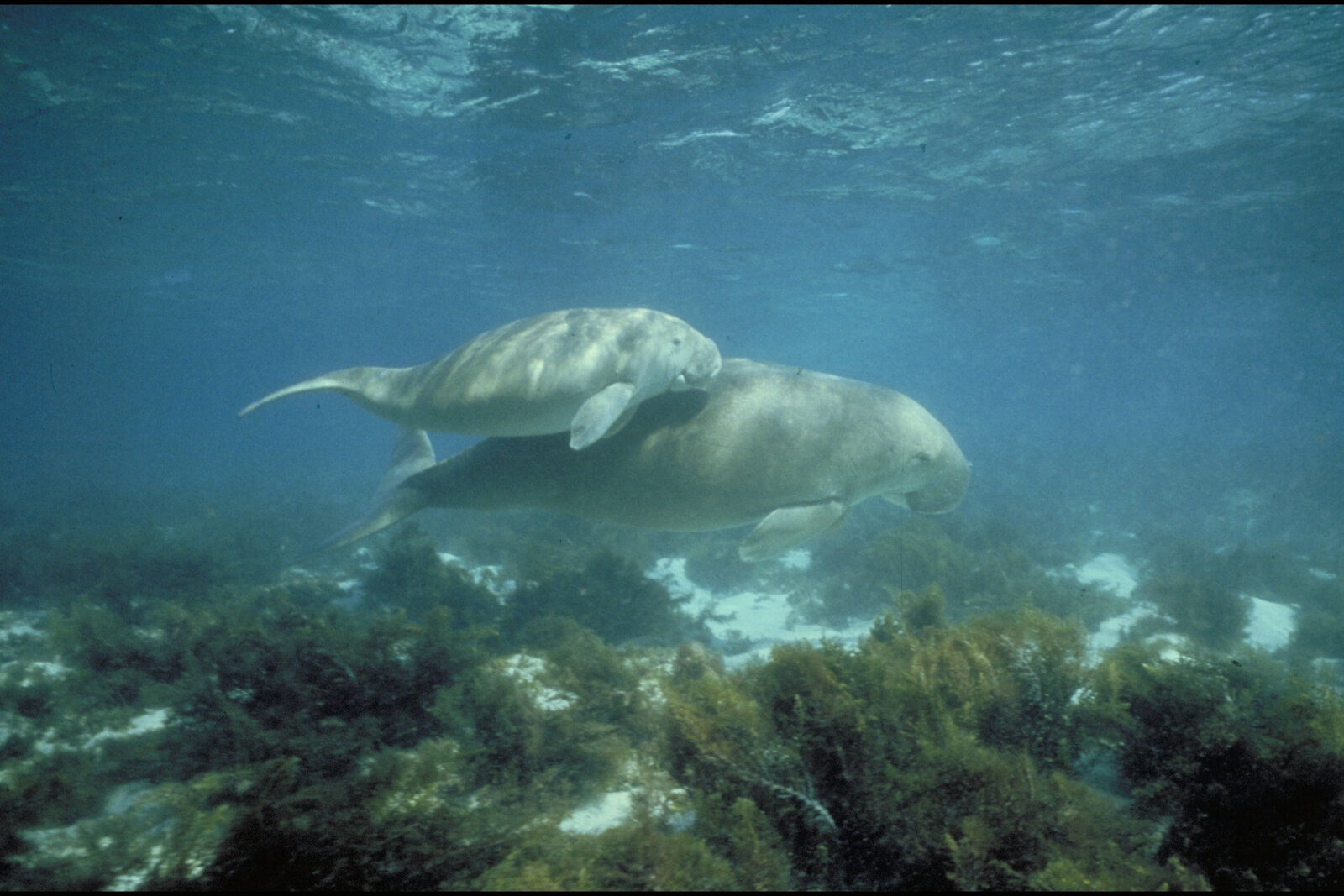
یک فیل دریایی مادر به همراه فرزندش

بچه‌های فیل‌های دریایی پس از یک دوره بارداری ۱۳ تا ۱۴ ماهه در مکانی کم‌عمق در کنار ساحل به دنیا می‌آیند و هنگام زایش ۱۲۰ سانتی‌متر طول و ۳۵ کیلوگرم وزن دارند. مادر با فشار دادن نوزاد به سینه به او شیر می‌دهد. بچه‌ها بعد از هجده ماهگی از شیر گرفته می‌شوند. بچه‌ها تا زمانی که بچه‌های بعدی به دنیا بیایند با مادر می‌مانند.

## رفتار

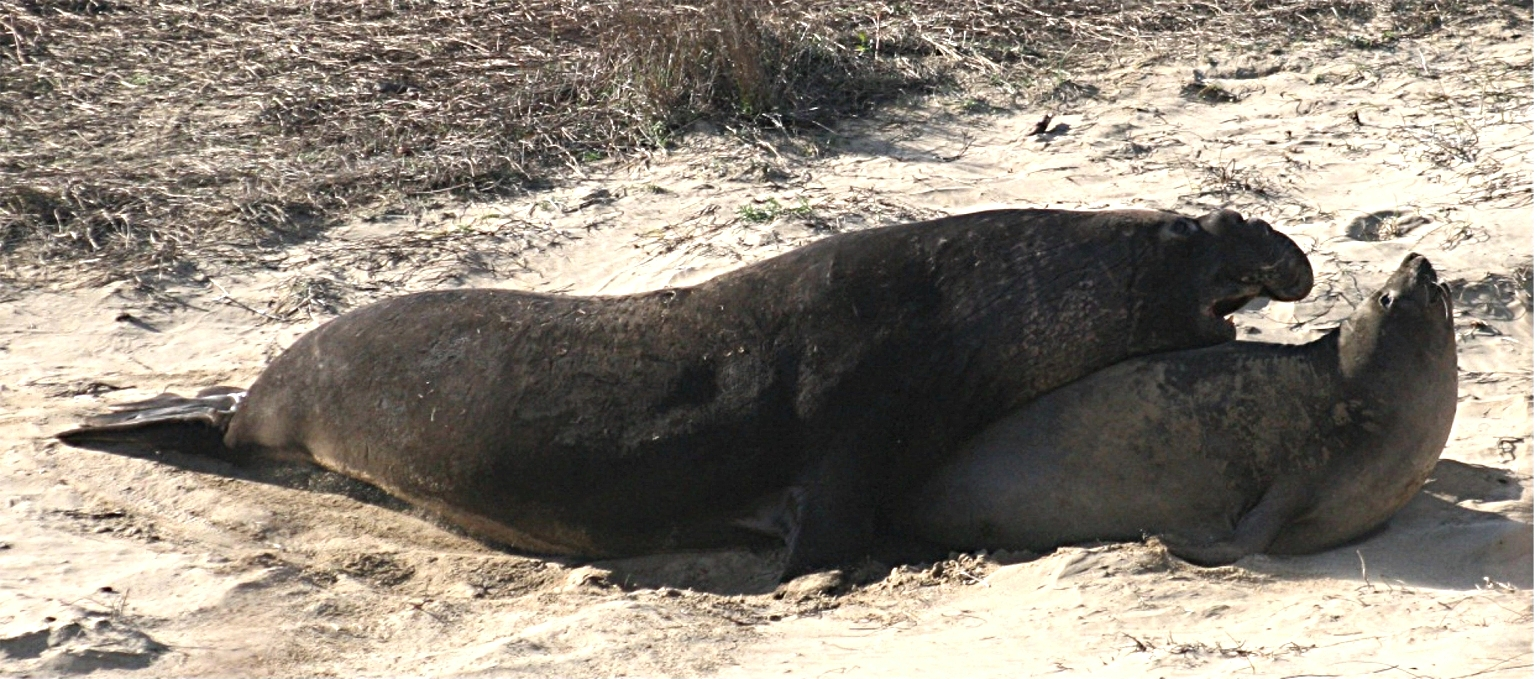
جفت‌گیری فیل دریایی

فیل‌های دریایی به صورت گروهی در یک زیستگاه ثابت چهار تا یازده کیلومتر مربعی زندگی می‌کنند. اگرچه فیل‌های دریایی حیواناتی اجتماعی هستند، اما به دلیل ناتوانی بسترهای علف‌های دریایی برای نگهداری از جمعیت‌های بزرگ، معمولاً منفرد یا به صورت جفت یافت می‌شوند. گرد هم آمدن صدها فیل دریایی گاهی اتفاق می‌افتد، اما فقط برای مدت کوتاهی دوام می‌آورد. از آنجایی که فیل‌های دریایی خجالتی هستند و به انسان نزدیک نمی‌شوند، اطلاعات کمی در مورد رفتار آن‌ها وجود دارد.

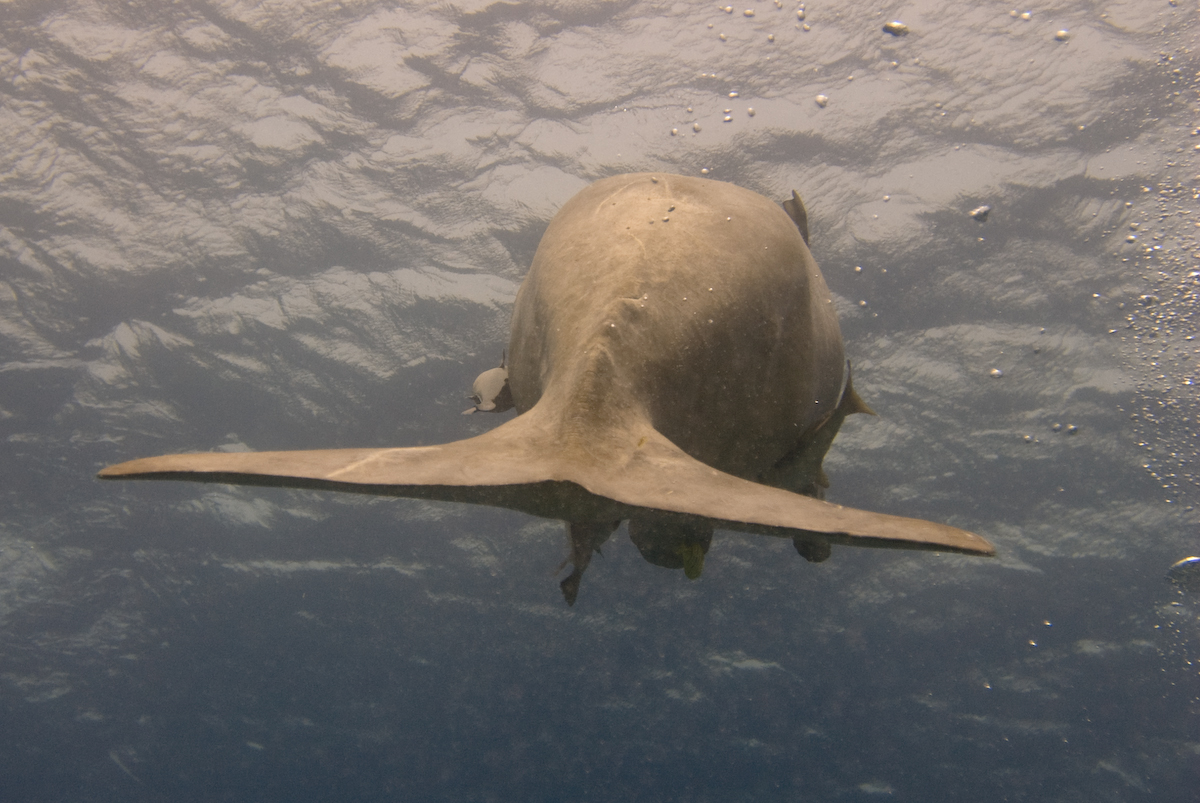
باله دم فیل دریایی

فیل‌های دریایی می‌توانند شش دقیقه بدون نفس کشیدن زنده بمانند (اگرچه حدود دو دقیقه و نیم معمول‌تر است). آن‌ها روی دم خود می‌ایستند تا بتوانند با سرشان بالای آب نفس بکشند.
آن‌ها بیشتر عمر خود را در عمق کمتر از ۱۰ متر سپری می‌کنند. ارتباط بین افراد از طریق صدای جیر جیر، سوت، صدای پارس‌مانند و سایر صداهایی است که در زیر آب طنین‌انداز می‌شوند. صداهای مختلف با دامنه‌ها و بسامدهای مختلف شنیده شده‌است که دلالت بر اهداف متفاوتی دارد. ارتباط بصری به دلیل بینایی ضعیف محدود است و عمدتاً برای فعالیت‌هایی مانند جفت‌جویی استفاده می‌شود.
مادران و بچه‌ها تقریباً در تماس فیزیکی دائمی هستند و بچه‌ها برای اطمینان خاطر، دست دراز کرده و با باله‌های خود به مادرشان دست می‌زنند. فیل‌های دریایی نیمه‌کوچ‌گرد هستند و اغلب مسافت‌های طولانی را در جستجوی غذا طی می‌کنند، اما تمام عمر خود را در محدوده خاصی می‌مانند. تعداد زیادی اغلب با هم از یک منطقه به منطقه دیگر حرکت می‌کنند. تصور می‌شود که این حرکات ناشی از تغییرات در دسترس بودن علف‌های دریایی است. حافظه آنها این امکان را به آن‌ها می‌دهد که پس از سفرهای طولانی به نقاط خاصی برگردند. حرکت روزانه تحت تأثیر جزر و مد است. در مناطقی که دامنه جزر و مد زیاد است، فیل‌های دریایی با جزر و مد حرکت می‌کنند تا به مناطق تغذیه کم عمق‌تر دسترسی پیدا کنند.

## در فرهنگ عامه

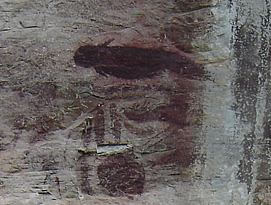
دیوارنگارهای بجا مانده از حکاکی فیل دریایی در پراک، مالزی

در غار تامبون در ایپوه مالزی، یک نقاشی دیواری ۵۰۰۰ ساله از فیل دریایی وجود دارد که ظاهراً توسط مردمان دوران نوسنگی کشیده شده‌است. فیل‌های دریایی در فرهنگ عامه آسیای جنوب شرقی، به ویژه آسترونزی حضور دارند.
داستان‌های زیادی در مورد فیل‌های دریایی وجود دارد. از داستان‌های رایج در ماداگاسکار، جزایر قُمُر و گینه نو این است که خدایان برای مجازات برخی افراد آن‌ها را به فیل دریایی تبدیل کرده‌اند و در برخی موارد هم به خاطر نجات دادن آن‌ها از غرق شدن. همچنین گمان می‌رود که رویارو شدن این حیوانات و ملوانان اساس داستان‌هایی در مورد سیرن‌ها و پری‌های دریایی باشد.
باور رایجی که در فیلیپین، مالزی، اندونزی و تایلند یافت می‌شود بر این اساس که فیل‌های دریایی در اصل انسان یا نیمه‌انسان (معمولاً زن) بوده‌اند و وقتی قصابی می‌شوند یا در ساحل به گِل می‌نشینند، گریه می‌کنند. به همین دلیل، اگر یک فیل دریایی در فیلیپین، برخی از بخش‌های صباح (مالزی)، و شمال سولاوسی و جزایر سوندا کوچک (اندونزی) کشته شود یا به‌طور تصادفی در تور ماهیگیری بمیرد، شگون بد تلقی می‌شود.

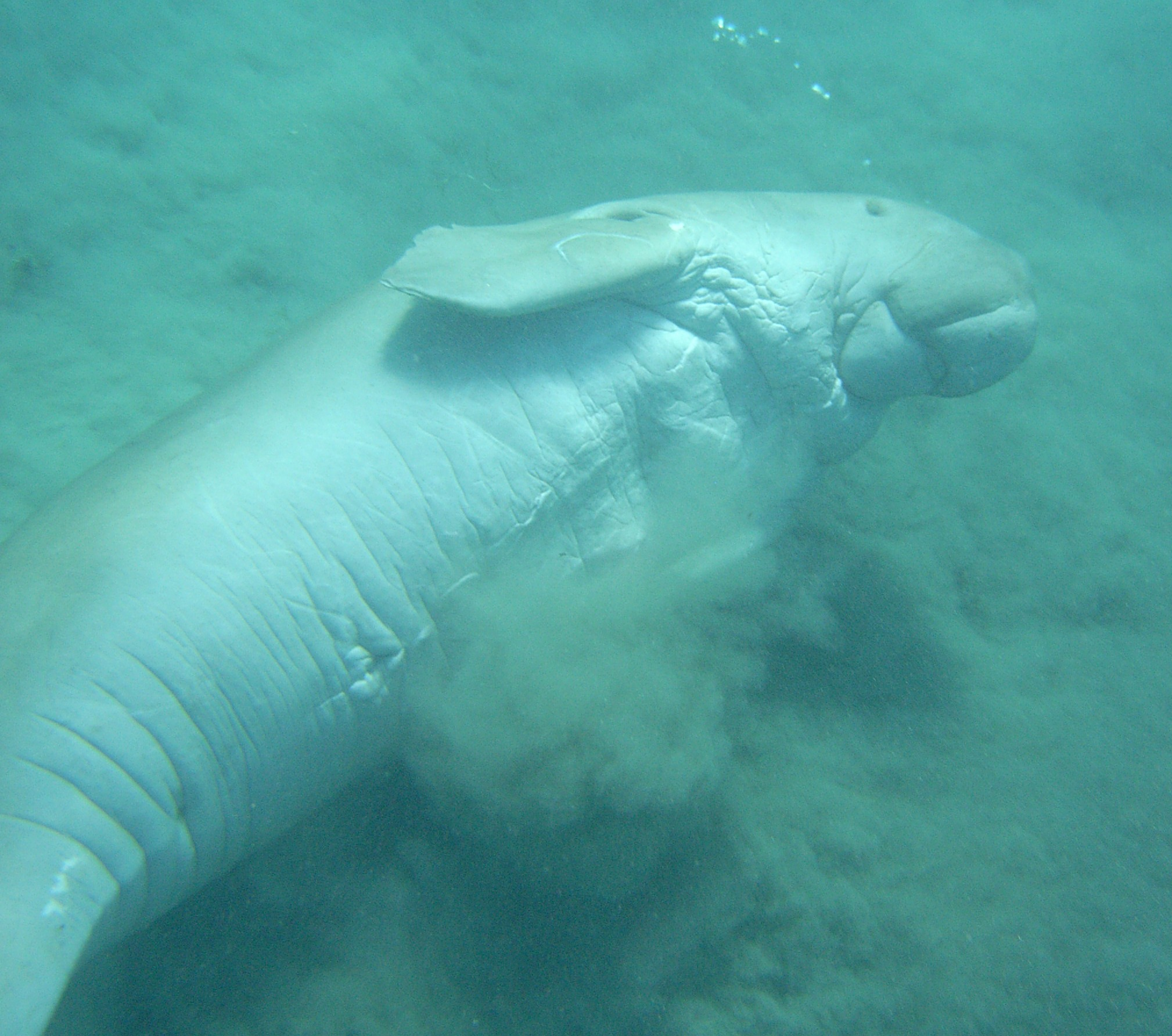
یک فیل دریایی در کف آب‌های مرسی علم؛ سپتامبر ۲۰۰۷‏

فیل‌های دریایی عمدتاً به‌طور سنتی برای غذا در این مناطق شکار نمی‌شوند و تا حدود دهه ۱۹۷۰ به وفور باقی ماندند. برعکس، «اشک فیل دریایی» در سایر نقاط اندونزی، سنگاپور، مالزی، برونئی، تایلند، ویتنام و کامبوج به عنوان داروی تقویت غریزه جنسی در نظر گرفته می‌شوند. گوشت فیل دریایی نیز به عنوان خوراکی ویژه در نظر گرفته می‌شود و همچنین اعتقاد بر این است که دارای خواص تقویت‌کننده جنسی است. فیل‌های دریایی در این مناطق بسیار شکار می‌شوند، در برخی از نقاط تا نزدیک به نقطه انقراض.
در پالائو، فیل‌های دریایی به‌طور سنتی با نیزه‌های سنگین از درون قایق‌ها شکار می‌شدند. اگرچه این غیرقانونی است و مخالفت گسترده‌ای با کشتن فیل‌های دریایی وجود دارد، شکار غیرقانونی همچنان مشکل بزرگی است. فیل‌های دریایی همچنین به‌طور گسترده در پاپوآ گینه نو، جزایر سلیمان، وانواتو و کالدونیای جدید شکار می‌شوند و گوشت و زیورآلات ساخته شده از استخوان و عاج آن‌ها در جشن‌ها و آیین‌های سنتی بسیار ارزشمند است. با این حال، شکار فیل دریایی در برخی از مناطق وانواتو تابو در نظر گرفته می‌شود. گوشت و روغن فیل دریایی به‌طور سنتی از با ارزش‌ترین غذاهای بومیان استرالیا و جزایر تنگه تورس بوده‌است.